# Курганский уезд

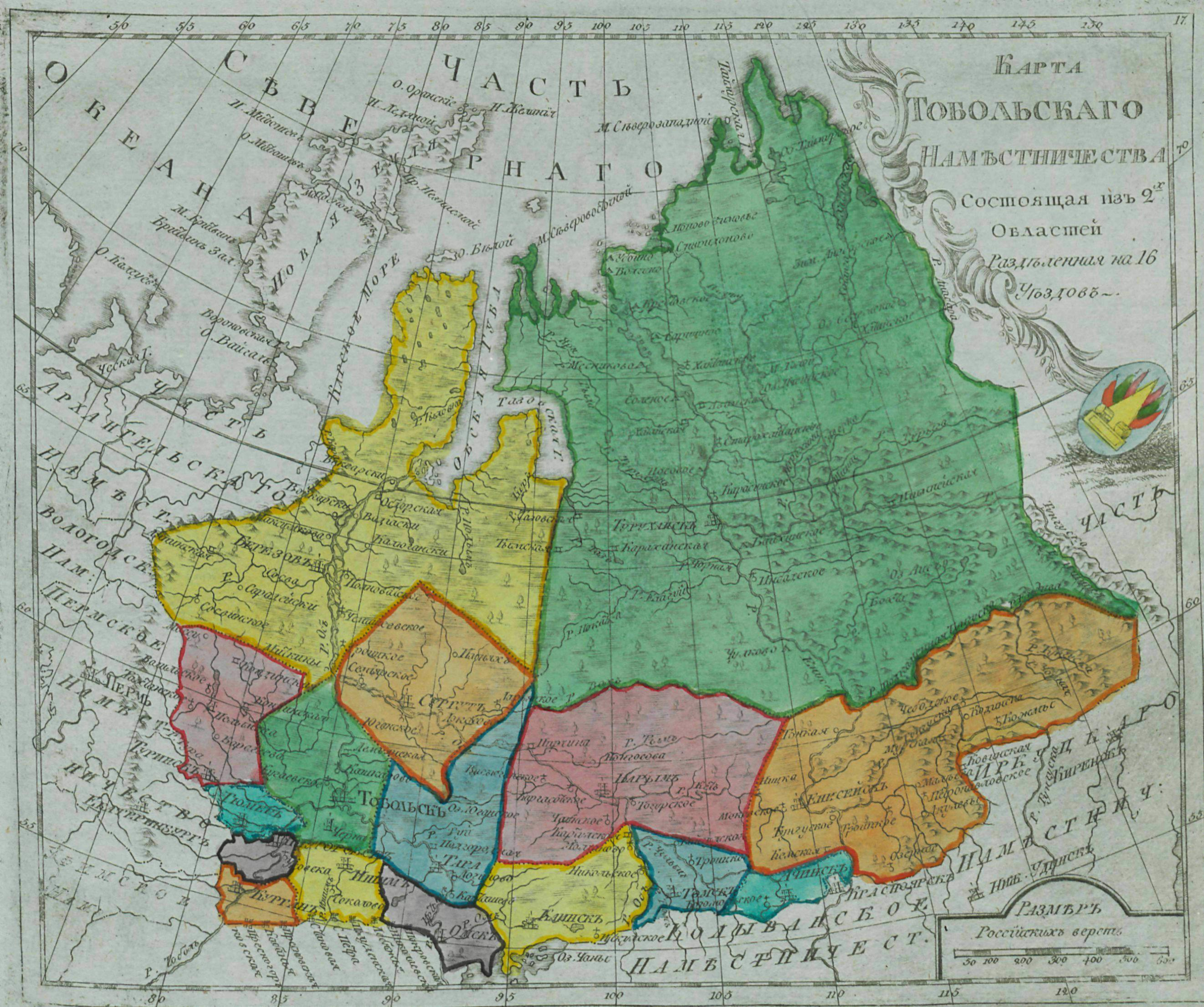
Тобольское наместничество, 1792 год

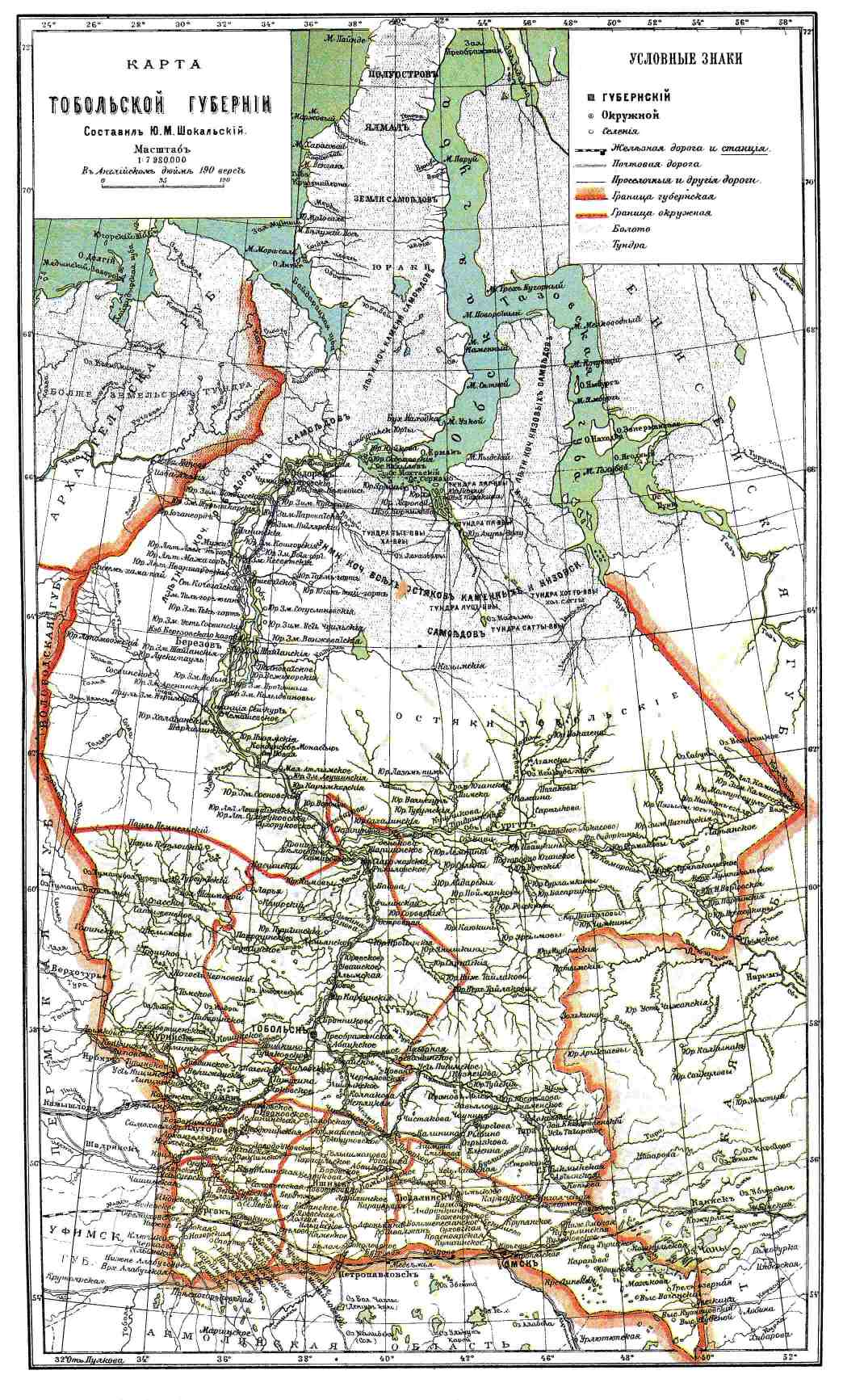
Тобольская губерния

Курга́нский уе́зд — административная единица Тобольской губернии Российской империи, затем Тюменской губернии и Челябинской губернии РСФСР. В настоящее время вся территория Курганского уезда входит в состав Курганской области. Уездный город — Курган.
Курганский уезд граничил:
- на севере — с Ялуторовским уездом Тобольской губернии
- на востоке — с Ишимским уездом Тобольской губернии
- на юге — с Петропавловским уездом Акмолинской области
- на западе — с Челябинским уездом Оренбургской губернии
- на северо-западе — с Шадринским уездом Пермской губернии

## История
Курганский уезд образован 19 января 1782 года в составе Тобольской области Тобольского наместничества.
С 1796 года — в Тобольской губернии.
В 1804—1898 годах Курганский округ Тобольской губернии, которая в 1822—1882 годах входила в состав Западно-Сибирского генерал-губернаторства.
В 1817 году было основано уездное училище.
Со 2 июня 1898 года г. Курган — административный центр Курганского уезда Тобольской губернии
В 1900 году, в 20 километрах от Кургана, в деревне Логовушка Введенской волости построена механическая мастерская при крахмало-паточном заводе А. П. Ванюкова и А. Н. Балакшина, которую возглавил инженер Сергей Александрович Балакшин. Это событие считается началом развития машиностроения в Зауралье. В 1904 году С. А. Балакшин построил чугунно-литейный завод, который сначала выпускал маслобойки, а в 1905 году здесь была изготовлена первая в Сибири гидротурбина.
3 апреля 1918 года Губернская конференция Советов приняла решение о перенесении губернского центра из г. Тобольска в г. Тюмень и переименовании Тобольской губернии в Тюменскую. Тобольский Совет воспротивился решению конференции и 3 мая 1918 года объявил себя губернским. В постановлении ВЦИК от 27 августа 1919 года губерния названа Тобольской, хотя после освобождения её территории от белогвардейцев губернские учреждения были образованы в Тюмени.
Постановлением ВЦИК от 27 августа 1919 года Курганский уезд включён в состав Челябинского районного Управления на правах губернского органа, подчинённого Сибирскому Революционному Комитету, а с 21 апреля 1920 года, на основании постановления ВЦИК, Революционному Совету 1-й Армии Труда.
Упразднён постановлениями ВЦИК от 3 и 12 ноября 1923 года. Территория вошла в состав Курганского округа Уральской области РСФСР.

## Заселение
Заселение русским уезда осуществлено в XVII—XVIII веках. В первой половине XVII века крестьяне обжили северные районы Зауралья, к сороковым годам они дошли до берегов Исети и начали селиться на землях Южного Зауралья.
В 1730-х гг. с целью охраны степного пространства между реками Тобол, Ишим и Иртыш построена Ишимская укреплённая линия, часть Сибирской линии. Её укрепления тянулись от Утяцкого форпоста вниз по реке Тоболу, через Царёво Городище, Иковскую слободу, село Шмаковское и далее на территорию Ялуторовского уезда. Военную службу несли беломестные казаки и драгуны лёгких полевых команд. Они защищали от нападений кочевников (киргиз-кайсаков, татар, башкир).
В 1752 году была построена новая 576-километровая Тоболо-Ишимская линия, называемая иначе Пресногорьковской (в Ишимской степи было много пресных и солёных озёр). Её укрепления расположены вдоль южной границе Курганского уезда. Эта линия позволила ускорить заселение территории уезда русскими. Отсутствие крепостного права в Сибири существенно облегчало заселение.
Построение линии оборонительных укреплений потребовало строительства дорог, притрактовых деревень для обеспечения ямской гоньбы, ремонт трактов — все это было обеспечено принудительным трудом ссыльных. Ссыльных заселили в основном в Лебяжьевскую (Курганский уезд) и Частоозерскую (Ишимский уезд) волости. Ссыльных селили отдельно, на новом месте, образуя поселения ссыльных, а не в заселённых деревнях, чтобы те не испортили нравов крестьян.
К моменту образования уезда русское население в основном проживало в северо-западной его части. Крупными населёнными пунктами были:
- слободы: Белозерская, Иковская, Лебяжья, Марайская, Салтосарайская, Тебенякская, Усть-Суерская, Утятская, Царёво Городище (ныне Курган), Чимеевская
- села: Барабинское, Карачтинское (Боровской волости), Кривинское, Мостовское, Падеринское, Низ Чернавское (Чернавской волости), Чернавское (Введенской волости), Черёмуховское, Шкодское, Шмаковское

Южная часть уезда должна была заселяться в соответствии с государственным планом в 1804—1806 гг. В 1822 году издан указ Сената о дозволении переселения земледельцев в прилинейные местности, годные для хлебопашества.
Во втором издании Свода законов за 1842 год помещен законодательный акт «Устав о благоустройстве и казенных селениях», который подробно устанавливает кому, когда и куда может быть дозволено переселение, что должны получить переселенцы на месте, какие льготы они получают на новом месте. В 1845—1849 население уезда было значительно увеличено за счёт переселенцев из губерний центральной России. Водворение переселенцев происходило на специально выделенные земли, но кроме переселения на свободные земли переселенцев подселяли и к старожилам по их разрешению.
Большое влияние на социально-экономическое развитие округа оказало строительство Транссибирской железнодорожной магистрали. Работы по её сооружению в Зауралье начались в июле 1892 года, а уже в октябре 1893 года к Кургану подошел первый поезд с материалами для продолжения строительства железнодорожной ветки. Первый пассажирский поезд отошел от станции Курган в августе 1894 года.
Первая Всеобщая перепись населения Российской империи 1897 года показала, что в Курганском уезде проживает 260095 чел., в том числе 125710 мужчин и 134385 женщин.

## Административное деление
В 1922 году в уезд входило 50 волостей. Постановлением Коллегии Губотдела Управления от 15 февраля 1922 года произведено укрупнение волостей.
| Волость                                                          | Сельсовет | Современное вхождение |
| ---------------------------------------------------------------- | --- | --- |
| Арлагульская                                                     | Арлагульский Камышинский Моховской (Моховской-1) до 1964 Песьянский Прилогинский Щетниковский до 1924                                                                                                | Лебяжьевский район в Арлагульском с/с Лебяжьевского района в Лихачевском с/с Варгашинского района Лебяжьевский район в Арлагульском с/с Лебяжьевского района                                                                            |
| Байдарская с 15 февраля 1922 г. в Саламатовской волости          | Байдарский Дубровинский (с 1925-26 Малодубровинский) до 1954 Золотинский до 1954 Новобайдарский | Половинский район в Сумкинском с/с Половинского района Половинский район |
| Батыревская с 15 февраля 1922 г. в Лопатинской волости           | Батыревский (с 1956 Яровинский) Казенский до 1954 | Половинский район в Васильевском с/с Половинского района |
| Башкирская с 15 февраля 1922 г. в Половинской волости            | Башкирский Васильевский Воскресенский Менщиковский Пищальский Романовский до 1954 Хлуповский | Половинский район в Пищальском с/с Половинского района Половинский район |
| Белозерская                                                      | Белозерский Боровской Доможировский до 1954 Куликовский до 1954 Менщиковский (с 1964 Нижнетобольный) Слободчиковский (с 1972 Зюзинский)                                                              | Белозерский район в Скопинском с/с Белозерского района в Белозерском с/с Белозерского района Белозерский район |
| Больше-Мартинская с 15 февраля 1922 г. в Куреинской волости      | Большемартинский (с 1926 Мартинский) | Макушинский район |
| Брылинская с 15 февраля 1922 г. в Салтосарайской волости         | Белоусовский Брылинский Локтинский (с 1972 Новоиковский) Могилевский-2 до 1962 Пустуевский до 1969 Чимеевский (с 1975 Ягодинский)                                                                    | с 1954 в Брылинском с/с Каргапольский район в Ягодинском с/с Белозерского района в Житниковском с/с Каргапольского района Белозерский район                                                                                             |
| Введенская                                                       | Введенский Зайковский до 1954 Новосидоровский Островский до 1924 Сычевский | Кетовский район город Курган Кетовский район в Введенском с/с Кетовского района Кетовский район |
| Глядянская                                                       | Березовский Глядянский Межборский (Межборновский, Межборный) | Притобольный район |
| Давыдовская с 15 февраля 1922 г. в Чернавской волости            | Александровский до 1954 Давыдовский Патраковский-1 до 1957 | в Мещиковском с/с Половинского района Притобольный район в Давыдовском с/с Притобольного района |
| Дубровская с 15 февраля 1922 г. в Сычевской волости              | Дубровинский Медвежьевский | Варгашинский район |
| Елошанская                                                       | Балакульский Елошанский Кабаковский до 1936 Менщиковский Светловский (с 1968 Налимовский) | Лебяжьевский район упразднен Лебяжьевский район |
| Иковская с 15 февраля 1922 г. в Падернской волости               | Акатьевский до 1922 Зюзинский Иковский до 1954 Кошкинский (с 1972 Рычковский) Лихачевский до 1954 Рычковский                                                                                         | в Зюзинском с/с Белозерского района Белозерский район в Рычковском с/с Белозерского района Белозерский район в Зюзинском с/с Белозерского района Белозерский район                                                                      |
| Казаркинская с 15 февраля 1922 г. в Макушинской волости          | Казаркинский Малокаменский до 1977 Сладковский до 1954 Чистовский до 1977 | Макушинский район в Казаркинском с/с Макушинского района упразднен |
| Камышевская с 15 февраля 1922 г. в Михайло-Архангельской волости | Камышевский Ключевский до 1954 Колесовский до 1954 Степновский до 1954 | Куртамышский район упразднён в Песьянском с/с Куртамышского района упразднен |
| Кривинская                                                       | Большеумрешевский (с 1926 Умрешевский) до 1954 Головинский (с 1954 Коноваловский) Кривинский до 1960 Нижнеголовинский Прудо-Золотинский (с 1926 Золотинский)                                         | в Сетовнинском с/с Макушинского района Макушинский район в Коноваловском с/с Макушинского района Лебяжьевский район Макушинский район                                                                                                   |
| Куреинская                                                       | Куреинский (в 1930-х-1954 Большекуреинский) Малокуреинский до 1954 Покровский до 1960 Серебрянский (с 1965 Чебаковский) Степновский до 1962                                                          | Макушинский район в Куреинском с/с Макушинского района упразднён Макушинский район в Куреинском с/с Макушинского района |
| Лапушинская с 15 февраля 1922 г. в Михайловской волости          | Беловский до 1954 Лапушинский | в Лапушинском с/с Мокроусовского района Мокроусовский район |
| Лебяжьевская                                                     | Желтиковский до 1954 Лебяжьевский-1 Лебяжьевский-2 (с 1945 Верхнеглубоковский) до 1957 Нижнеглубоковский до 1971 Плосковский Речновский Слободчиковский до 1954 Черешковский (с 1971 Черемушкинский) | в Речновском с/с Лебяжьевского района Лебяжьевский район упразднен Лебяжьевский район в Плосковском с/с Лебяжьевского района Лебяжьевский район                                                                                         |
| Лисьевская с 15 февраля 1922 г. в Кривинской волости             | Баксарский Лисьевский Требушинненский | Лебяжьевский район Каргапольский район |
| Лопатинская                                                      | Калашинский Лопатинский Моховинский (с 1926 Моховской) Песьянский Сухменский Худяковский до 1954 | Лебжьевский район Лебяжьевский район Каргапольский район в Лопатинском с/с Лебяжьевского района Половинский район в Лопатинском с/с Лебяжьевского района                                                                                |
| Макушинская                                                      | Гренадерский до 1954 Макушинский до 1962 Обутковский Сусловский Чебаковский (в 1959—1965 Басковский)                                                                                                 | в Сетовнинском с/с Макушинского района г. Макушино Макушинский район |
| Мало-Чаусовская                                                  | Большечаусовский Галкинский-1 Глинский Колташевский Коробейниковский (с 1927 Колесниковский) Курганский Лукинский до 1954 Малочаусовский Патронский Рябковский Шкодинский до 1954                    | Кетовский район город Курган Кетовский район город Курган в Колесниковском с/с Кетовского района город Курган в Колесниковском с/с Кетовского района город Курган упразднен                                                             |
| Марайская                                                        | Барнаульский до 1956 Большезаложинский (с 1926 Заложинский) до 1954 Марайский (с 1958 Мостовской) Носковский до 1973 Обменовский до 1954 Россие-Молотовский (с 1926 Молотовский)                     | в Мостовском с/с Варгашинского района Варгашинский район в Барашковском с/с Варгашинского района в Лихачевском с/с Варгашинского района в Мостовском с/с Варгашинского района                                                           |
| Мендерская с 15 февраля 1922 г. в Белозерской волости            | Ачикульский до 1954 Большезаполойский (с 1926 Заполойский) до 1954 Большезарослинский (с 1926 Зарослинский) Мендерский Скатинский Скопинский                                                         | в Шмаковском с/с Белозерского района в Менщиковском с/с Белозерского района Белозерский район в Пьянковском с/с Белозерского района Белозерский район                                                                                   |
| Менщиковская с 15 февраля 1922 г. в Утятской волости             | Менщиковский | Кетовский район |
| Митинская                                                        | Анчутинский до 1959 Новомитинский (с 1926 Митинский) Патраковский-2 до 1954 | в Каширинском с/с Кетовского района Кетовский район в Митинском с/с Кетовского района |
| Михайло-Архангельская                                            | Большераковский (с 1926 Раковский) Галишевский до 1954 Шмаковский | Кетовский район в Менщиковском с/с Кетовского района Кетовский район |
| Михайловская                                                     | Михайловский Новотроицкий (с 1973 Старопершинский) Песьяновский (с 1926 Малопесьяновский) до 1954 Сунгуровский                                                                                       | Мокроусовский район в Сунгуровском с/с Мокроусовского района Мокроусовский район |
| Могилевская                                                      | Куртанский Лопаревский Могилевский до 1964 Полойский до 1959 Селезневский до 1959 Семискульский Утичевский Чесноковский до 1957 Шелеповский                                                          | Мокроусовский район в Рассветском с/с Мокроусовского района упразднён Мокроусовский район в Мокроусовском с/с Мокроусовского района Мокроусовский район                                                                                 |
| Моревская                                                        | Кабаньевский до 1954 Корниловский до 1954 Лихачевский Моревской до 1954 Моховской (с 1925 Моховской-2) до 1954 Поповский Щучьевский до 1954                                                          | в Варгашинском с/с Варгашинского района в Медвежьевском с/с Варгашинского района Варгашинский район в Поповском с/с Варгашинского района в Камышинском с/с Лебяжьевского района Варгашинский район в Поповском с/с Варгашинского района |
| Моршихинская                                                     | Крысьевский до 1954 Моршихинский Стенниковский (с 1959 Покровский) до 1977 | в Налимовском с/с Лебяжьевского района Макушинский район в Моршихинском с/с Макушинского района |
| Мостовская с 15 февраля 1922 г. в Марайской волости              | Дмитриевский до 1954 Кругловский до 1958 Мостовской (с 1958 Маломостовской) | в Маломостовском с/с Мокроусовского района Мокроусовский район |
| Нижне-Алабугская                                                 | Баньщиковский до 1954 Гладковский Ершовский до 1954 Нижнеалабугский до 1961 Обрядовский (Вершино-Каминологский) до 1954                                                                              | в Гладковском с/с Притобольного района Притобольный район в Гладковском с/с Притобольного района упразднен в Ялымском с/с Притобольного района                                                                                          |
| Падеринская                                                      | Барашковский Беспаловский до 1960 Галкинский-2 до 1959 Падеринский Станичновский до 1954 | Варгашинский район упразднён Падеринском с/с Кетовского района Кетовский район в Баращковском с/с Варгашинского района |
| Плотниковская с 15 февраля 1922 г. в Глядянской волости          | Боровлянский Верхнеалабугский (с 1968 Боровлянский) Мочаловский до 1954 Плотниковский Сосново-Отногинский до нач. 1930-х Ялымский                                                                    | Притобольный район в Боровлянском с/с Притобольного района Притобольный район в Плотниковском с/с Притобольного района Притобольный район                                                                                               |
| Половинская                                                      | Жилинский до 1962 Половинский Филипповский до 1962 Чулошненский | в Байдарском с/с Половинского района Половинский район в Половинском с/с Половинского района Половинский район |
| Приволинская с 15 февраля 1922 г. в Куреинской волости           | Приволинский до 1959 | в Сухменском с/с Половинского района |
| Саламатовская                                                    | Булдаковский Верхнеспорновский до 1922-23 Дундинский Копайский до 1964 Саламатовский (с 1967 Строевский) Среднеспорновский (с 1926 Спорновский) Строевский Хуторской                                 | Половинский район в Среднеспорновском с/с Варгашинский район в Плосковском с/с Лебяжьевского района Варгашинский район Лебяжьевский район                                                                                               |
| Салтосарайская                                                   | Банниковский Большекамаганский (с 1928 Камаганский) Иткульский до 1954 Могилевский-1 до 1954 Новоиковский Пьянковский Салтосарайский до 1960 Чашинский                                               | Каргапольский район Белозерский район в Житниковском с/с Каргапольского района в Чашинском с/с Каргапольского района Каргапольский район Белозерский район упразднён Каргапольский район                                                |
| Спасо-Преображенская с 15 февраля 1922 г. в Елошанской волости   | Дубровинский | Лебяжьевский район |
| Сычевская                                                        | Варгашинский Марковский Сычевский Шепотковский до 1956 | Варгашинский район Кетовский район Варгашинский район город Курган |
| Тебенякская                                                      | Боровлянский Вагинский Камаганский Лебяжьевский до 1962 Першинский Тебенякский до 1954 Тюменцевский                                                                                                  | Белозерский район в Ягодинском с/с Белозерского района Белозерский район в Боровлянском с/с Белозерского района в Першинском с/с Белозерского района                                                                                    |
| Усть-Суерская                                                    | Памятинский Речкинский Стенниковский до 1954 Усть-Суерский до 1954 | Белозерский район в Памятинском с/с Белозерского района в Вагинском с/с Белозерского района |
| Утятская                                                         | Барабинский Камышинский (с 1929 Камышевский-2) до 1961 Нагорский Темляковский Утятский (с 1973 Нагорный)                                                                                             | Кетовский район в Нагорском с/с Притобольного района Притобольный район Кетовский район Притобольный район |
| Черемуховская с 15 февраля 1922 г. в Мало-Чаусовской волости     | Кетовский Нечаевский до 1923 Нижнеутятский до 1964 Черемуховский до 1997 | Кетовский район город Курган |
| Чернавская                                                       | Обуховский Осиновский до 1954 Раскатихинский Чернавский Ярославский | Притобольный район в Ярославском с/с Притобольного района Притобольный район |
| Чесноковская с 15 февраля 1922 г. в Введенской волости           | Крутальский до 1954 Новокомогоровский Пименовский Чесноковский | в Чесноковском с/с Кетовского района Кетовский район |
| Чинеевская                                                       | Икский до 1954 Медвежьевский (Новозаворинский) до 1964 Чинеевский | в Островском с/с Юргамышского района в Чинеевском с/с Юргамышского района Юргамышский район |
| Шмаковская                                                       | Баитовский до 1954 Петуховский до 1954 Плотниковский до 1924 Романовский (с 1973 Новодостоваловский) Шастовский Шмаковский до 1954                                                                   | в Боровском с/с Белозерского района в Новодостоваловском с/с Белозерского района в Шастовском с/с Варгашинского района Белозерский район Варгашинский район в Шастовском с/с Варгашинского района                                       |